# Aenasius lepelleyi
Aenasius lepelleyi är en stekelart som först beskrevs av Kerrich 1953.  Aenasius lepelleyi ingår i släktet Aenasius och familjen sköldlussteklar. Inga underarter finns listade i Catalogue of Life.